# Rue Albert-de-Mun (Saint-Nazaire)
Pour les articles homonymes, voir Rue Albert-de-Mun.
La rue Albert-de-Mun est l'une des plus importantes artères commerçantes de Saint-Nazaire (Loire-Atlantique).

## Situation et accès
Longue d'environ 900 m, cette avenue rectiligne débute au niveau de l'avenue Victor-Hugo pour aboutir rue Henri-Gautier.

L'artère est bordée par des immeubles 3-4 étages dans le style du mouvement Moderne construit au début des années 1950, les deux axes de circulation étant séparés par un terre-plein central planté d'arbres.
Sur sa moitié ouest, l'avenue est traversée par la plus importante artère commerçante du centre-ville, l'avenue de la République, coupant en deux l'importante galerie marchande qui s'y trouve et que l'on baptisé du nom de « Paquebot » en raison de forme longiligne.
Transports en commun
- Bus : Ycéo U4 - S/D - Zeni Bus

## Origine du nom
Son nom rend hommage à Albert de Mun député du Finistère, puis du Morbihan, fut un théoricien du corporatisme chrétien.

## Bâtiments remarquables et lieux de mémoire
- Au no 77, se trouve le palais de justice.
- L'extrémité est de la rue se termine le théâtre de Saint-Nazaire, inauguré le 7 septembre 2012[1] ; il intègre des éléments architecturaux de l'ancienne gare ferroviaire.